# Campeonato Mundial de Bobsleigh y Skeleton de 2020
El LXIV Campeonato Mundial de Bobsleigh y Skeleton se celebró en la localidad de Altenberg (Alemania) entre el 21 de febrero y el 1 de marzo de 2020 bajo la organización de la Federación Internacional de Bobsleigh y Skeleton (FIBT) y la Federación Alemana de Bobsleigh y Skeleton.
Las competiciones se realizaron en el Canal de Hielo de Altenberg. La prueba de equipo mixto, celebrada desde 2007, cambió de formato: de cuatro carreras (skeleton masculino y femenino y doble bob masculino y femenino) pasó a dos carreras, disputadas solamente por pilotos de skeleton, un hombre y una mujer.

## Calendario
- Hora local de Alemania (UTC+1).

| Fecha         | Hora        | Evento                               |
| ------------- | ----------- | ------------------------------------ |
| 21 de febrero | 14:00–16:30 | Femenino doble (carreras 1 y 2)      |
| 22 de febrero | 11:30–13:30 | Masculino doble (carreras 1 y 2)     |
| 22 de febrero | 15:30–17:30 | Femenino doble (carreras 3 y 4)      |
| 23 de febrero | 14:30–17:00 | Masculino doble (carreras 3 y 4)     |
| 29 de febrero | 13:30–15:45 | Masculino cuádruple (carreras 1 y 2) |
| 1 de marzo    | 13:00–15:30 | Masculino cuádruple (carreras 3 y 4) |

| Fecha         | Hora        | Evento                     |
| ------------- | ----------- | -------------------------- |
| 27 de febrero | 10:00–12:30 | Masculino (carreras 1 y 2) |
| 28 de febrero | 09:30–12:00 | Femenino (carreras 1 y 2)  |
| 28 de febrero | 13:00–14:30 | Masculino (carreras 3 y 4) |
| 29 de febrero | 13:00–14:30 | Femenino (carreras 3 y 4)  |
| 1 de marzo    | 10:00–11:00 | Equipo mixto               |

|  | Carrera final |

## Bobsleigh
| Evento                      | Oro                                                                                            | Plata                                                                                      | Bronce                                                                      |
| --------------------------- | ---------------------------------------------------------------------------------------------- | ------------------------------------------------------------------------------------------ | --------------------------------------------------------------------------- |
| Masculino doble (23.02)     | Francesco Friedrich · Thorsten Margis · Alemania · 3:40,44                                     | Johannes Lochner · Christopher Weber · Alemania · 3:42,09                                  | Oskars Ķibermanis Matīss Miknis Letonia 3:42,23                             |
| Masculino cuádruple (01.03) | Francesco Friedrich · Candy Bauer · Martin Grothkopp · Alexander Schüller · Alemania · 3:36,09 | Johannes Lochner · Florian Bauer · Christopher Weber · Christian Rasp · Alemania · 3:36,14 | Nico Walther · Paul Krenz · Joshua Bluhm · Eric Franke · Alemania · 3:36,32 |
| Femenino doble (22.02)      | Kaillie Humphries Lauren Gibbs Estados Unidos 3:45,49                                          | Kim Kalicki · Kira Lipperheide · Alemania · 3:45,86                                        | Christine de Bruin · Kristen Bujnowski · Canadá · 3:46,55                   |

## Skeleton
| Evento               | Oro                                                         | Plata                                                 | Bronce                                                  |
| -------------------- | ----------------------------------------------------------- | ----------------------------------------------------- | ------------------------------------------------------- |
| Masculino (28.02)    | Christopher Grotheer · Alemania · 3:44,81                   | Axel Jungk · Alemania · 3:44,83                       | Alexander Gassner · Alemania · 3:44,86                  |
| Femenino (29.02)     | Tina Hermann · Alemania · 3:54,52                           | Marina Gilardoni · Suiza · 3:54,74                    | Janine Flock · Austria · 3:55,73                        |
| Equipo mixto (01.03) | Jacqueline Lölling · Alexander Gassner · Alemania · 1:55,39 | Jane Channell · David Greszczyszyn · Canadá · 1:55,40 | Valentina Margaglio · Mattia Gaspari · Italia · 1:55,82 |

## Medallero
| Núm. | País           | Oro | Plata | Bronce | Total |
| ---- | -------------- | --- | ----- | ------ | ----- |
| 1    | Alemania       | 5   | 4     | 2      | 11    |
| 2    | Estados Unidos | 1   | 0     | 0      | 1     |
| 3    | Canadá         | 0   | 1     | 1      | 2     |
| 4    | Suiza          | 0   | 1     | 0      | 1     |
| 5    | Austria        | 0   | 0     | 1      | 1     |
| 5    | Italia         | 0   | 0     | 1      | 1     |
| 5    | Letonia        | 0   | 0     | 1      | 1     |
|      | TOTAL          | 6   | 6     | 6      | 18    |